# Ust'-Nera
Ust'-Nera in russo Усть-Нера? è una piccola città della Russia nord orientale, situata nell'Ojmjakonskij ulus della Sacha-Jacuzia, in Siberia. La località è una delle più fredde al mondo, un cosiddetto polo del freddo, in cui si sono raggiunti i -60 °C. Qui vi è la foce del fiume Nera.

## Storia
Ust-Nera fu fondata nel 1937 in concomitanza con l'estrazione dell'oro e l'esplorazione nelle regioni di Indigirka e Kolyma. Nell'era sovietica, servì come base per i campi di lavoro forzato del gulag. Lo status d'insediamento di tipo urbano fu concesso a Ust-Nera nel 1950.